# Municipio de Morgan (condado de Scioto)
El municipio de Morgan (en inglés: Morgan Township) es un municipio ubicado en el condado de Morgan en el estado estadounidense de Ohio. En el año 2010 tenía una población de 2562 habitantes y una densidad poblacional de 80,04 personas por km².

## Geografía
El municipio de Morgan se encuentra ubicado en las coordenadas 39°39′39″N 81°50′28″O / 39.66083, -81.84111. Según la Oficina del Censo de los Estados Unidos, el municipio tiene una superficie total de 32.01 km², de la cual 30,92 km² corresponden a tierra firme y (3,39 %) 1,09 km² es agua.

## Demografía
Según el censo de 2010, había 2562 personas residiendo en el municipio de Morgan. La densidad de población era de 80,04 hab./km². De los 2562 habitantes, el municipio de Morgan estaba compuesto por el 92,15 % blancos, el 2,89 % eran afroamericanos, el 0,51 % eran amerindios, el 0,31 % eran asiáticos, el 0,51 % eran de otras razas y el 3,63 % eran de una mezcla de razas. Del total de la población el 0,98 % eran hispanos o latinos de cualquier raza.